# 丸岡正典
丸岡 正典（まるおか まさのり、1979年8月21日 - ）は、大阪府出身の競艇選手である。
師匠は奈良県在住で大阪支部の太田和美。登録番号4042。

## 経歴
- 大阪府立豊島高等学校卒業後に競艇学校を経て、1999年11月14日、地元住之江で開催された「一般競走」3Rでデビュー（2着）。[1]
- 2002年に初優勝。
- 2008年には丸亀で行われたダービーで瓜生正義との接戦を制しSG初優勝。85期・銀河系軍団4人目のSG覇者となる。
- 2011年8月の徳山58周年、10度目の優出で初のG1を獲得。
- 2012年10月28日、福岡第59回全日本選手権において2コースから川北浩貴を差し切り、2回目のSG制覇を果たしている。
- 2013年2月13日、住之江56周年において、2つ目のG1を獲得。
- 2014年10月31日、戸田58周年3日目第12レースに勝利し、通算1,000勝を達成。[2]
- 2014年11月3日、戸田58周年において、3つ目のG1を獲得。
- 2019年2月16日、近畿地区選手権競走において、4つ目のG1を獲得。

## エピソード
- 趣味は競馬で、2011年桜花賞優勝馬マルセリーナや、2011年阪神ジュベナイルフィリーズ優勝馬ジョワドヴィーヴルの一口馬主でもある。[3][4]。
- 同期に田村隆信、湯川浩司、井口佳典、森高一真、田口節子、佐々木裕美などがいる。

## 獲得タイトル

### SG
- 2008年10月13日 第55回 全日本選手権（丸亀競艇場）
- 2012年10月28日 第59回 全日本選手権（福岡競艇場）

### GI
- 2011年8月2日 開設58周年記念 徳山クラウン争奪戦（徳山競艇場）
- 2013年2月13日 開設56周年記念 太閤賞競走（住之江競艇場）
- 2014年11月3日 開設58周年記念 戸田プリムローズ（戸田競艇場）
- 2019年2月16日 第62回 近畿地区選手権（住之江競艇場）